# Пистон, Уолтер
Уолтер Хеймор Пи́стон (англ. Walter Hamor Piston; 20 января 1894, Рокленд, штат Мэн ― 12 ноября 1976, Белмонт, штат Массачусетс) ― американский композитор и педагог.

## Биография
Семья Пистона имела большей частью английское происхождение, однако дед будущего композитора по отцовской линии, моряк Антонио Пистоне, приехал в США из Генуи. В 1905 году семья переселилась в Бостон, где Уолтер изучал инженерное дело, а также историю искусств в Массачусетской Нормальной школе. Будучи самоучкой в музыке, Пистон зарабатывал деньги, играя на фортепиано и скрипке в небольших ансамблях и танцевальных оркестрах. Когда США вступили в Первую мировую войну, Пистон научился играть на саксофоне и был принят в оркестр Военно-морских сил, где освоил ещё несколько духовых инструментов.
В 1919 году Пистон поступил в Гарвардский университет на факультет музыки. Среди его учителей был Эдвард Берлингейм Хилл. В Гарварде же Пистон получил первый опыт дирижирования, руководя студенческим оркестром. Окончив университет с отличием в 1924 году, Пистон отправился в Париж, где совершенствовался как композитор у Нади Буланже, Поля Дюка и Джордже Энеску. Под влиянием их стиля были созданы первые сочинения Пистона ― Три пьесы для флейты, кларнета и фагота (1925) и Соната для фортепиано (1926).
Вернувшись в США в 1926, Пистон начал преподавать в Гарварде. Там он работал до 1960 и воспитал многих учеников, среди которых композиторы Леонард Бернстайн, Клаудио Спис, Энн Ронелл, Элиотт Картер, Лерой Андерсон, Ирвинг Файн, музыковед Клод Палиска.

## Творчество
Композиторское наследие Пистона весьма обширно, несмотря на то, что работал он всегда долго. Оркестровые произведения написаны в расчёте на исполнение Бостонским симфоническим оркестром, главный дирижёр которого, Сергей Кусевицкий, был другом Пистона и пропагандистом его сочинений. В 1950―60-е годы Пистон написал несколько концертов для разных инструментов. В камерной музыке композитора важное место занимают пять струнных квартетов.
В своих сочинениях Пистон использовал элементы шёнберговской двенадцатитоновой системы, начиная с Сонаты для флейты и фортепиано (1930), чем заслужил себе на первых порах репутацию «элитарного» композитора. В 1940-х годах он обратился к более доступному музыкальному материалу: его сюита из балета «Невероятный флейтист», а также Вторая, Четвёртая и Шестая симфонии часто звучали в концертах и пользовались известностью. В поздний период творчества Пистон вновь стал широко применять додекафонию и экспериментировать с формой, предпочитая традиционным трёх- и четырёхчастным циклам крупные одночастные построения.
Пистон ― автор трёх учебников: по гармонии (1941), контрапункту (1947) и оркестровке (1955). Переведённые на многие языки мира, эти учебники широко используются в системе музыкального образования разных стран.
В разные годы Пистон получил ряд престижных американских наград в области музыки, в том числе две Пулитцеровских премии ― за Третью и Седьмую симфонии, Наумбурговскую премию за Четвёртую симфонию и др.

## Основные сочинения
Для оркестра
- Восемь симфоний (1937―1965)
- Для инструментов с оркестром: концерты для скрипки (1939, 1963), для альта (1957), для двух фортепиано (1959), для кларнета (1967), для флейты (1971), для струнного квартета, духовых и ударных (1976); Фантазия для английского рожка и арфы (1953), Каприччио для арфы (1963), Вариации для виолончели (1966), Фантазия для скрипки (1970)
- Концерт для оркестра (1933)
- Две сюиты (1929, 1947)
- Музыка балета «Невероятный флейтист» (1938)

Камерная музыка
- для струнных инструментов: пять струнных квартетов (1933―1962); два фортепианных трио (1935, 1966); Соната для скрипки и фортепиано (1939); Интерлюдия для альта и фортепиано (1942); Партита для скрипки, альта и органа (1944); Сонатина для скрипки и клавесина (1945); Дуэт для альта и виолончели (1949); Фортепианный квинтет (1949); Струнный секстет (1964); Дуэт для виолончели и фортепиано (1972); «Три контрапункта» для струнного трио (1973)
- для духовых инструментов: Три пьесы для флейты, кларнета и фагота (1925); Соната для флейты и фортепиано (1930); Сюита для гобоя и фортепиано (1931); Духовой квинтет (1956)
- для смешанных составов: Квинтет для флейты и струнных (1942); Дивертисмент для флейты, гобоя, кларнета, фагота, струнного квартета и контрабаса (1947); «Сувенир» для флейты, альта и арфы (1967)

- Соната для фортепиано (1926)
- Хроматический этюд на тему BACH для органа (1940)
- Пассакалья для фортепиано (1943)
- Импровизация для фортепиано (1945)